# Juan Van Heerden
Juan Van Heerden (* 24. September 1986 in Phalaborwa; † 3. Mai 2012) war ein südafrikanischer Radrennfahrer.
Juan Van Heerden gewann 2004 eine Etappe bei dem Juniorenrennen Tour de l’Abitibi. Bei den Commonwealth Youth Championships gewann er die Silbermedaille im Straßenrennen und im Einzelzeitfahren. 2007 gewann er die dritte Etappe bei der Tour d’Egypte. Außerdem wurde er ein weiteres Mal Etappenzweiter und er belegte bei dem Eintagesrennen Pick'n Pay Fast One den dritten Platz. Von 2008 bis 2010 fuhr Van Heerden für das südafrikanische Team MTN.
Nach Meldungen in verschiedenen Foren soll Juan Van Heerden Suizid begangen haben.

## Erfolge
2007
- eine Etappe Tour d’Egypte

## Teams
- 2007 Harmony-Schwinn
- 2008 Team MTN
- 2009 MTN Cycling
- 2010 MTN Energade